# Delicia, ou la croisière des caresses
Pour plus de détails, voir Fiche technique et Distribution.
Delicia, ou la croisière des caresses (titre original : Griechische Feigen, « figues grecques » en français) est un film de Siggi Götz (Siegfried Rothemund) sorti en 1977.

## Synopsis
Patricia est une fille audacieuse et sans complexes qui visite la Grèce. Ses parents lui donnent un billet d'avion pour retourner à Munich où elle doit continuer ses études. Mais elle le jette et reste. Elle rencontre beaucoup d'hommes et de femmes avec qui elle joue des tours et vit des aventures érotiques. Elle rencontre dans un port Tom, un navigateur, avec qui elle fait le tour de la mer Égée, apprend à uriner debout et à aimer Tom. Elle raconte ses expériences sur une cassette. Tom la quitte après une dispute mais revient vite vivre avec elle.

## Fiche technique
- Titre : Delicia, ou la croisière des caresses
- Titre original : Griechische Feigen
- Réalisation : Siggi Götz assisté de Carl Schenkel
- Scénario : Patrizia Piccardi
- Musique : Gerhard Heinz (de)
- Direction artistique : Rolf Albrecht (de)
- Costumes : Rolf Albrecht
- Photographie : Heinz Hölscher
- Montage : Eva Zeyn
- Production : Karl Spiehs
- Sociétés de production : Lisa Film
- Pays d'origine :  Allemagne de l'Ouest
- Langue : allemand
- Format : Couleurs - 1,37:1 - Mono - 35 mm
- Genre : Comédie érotique
- Durée : 95 minutes
- Dates de sortie :
  - Allemagne de l'Ouest : 20 août 1977.
  - France : 2 août 1978.
- Affiche : Jacques Vaissier (France)

## Distribution
- Betty Vergès : Patricia
- Claus Richt (de) : Tom
- Olivia Pascal : Amanda
- Sabi Dorr (de) : Peter
- Wolf Goldan (de) : Bernd
- Walter Kraus : Müller
- Eric Wedekind : Max
- Karl Heinz Maslo : Ulf
- Rut Rex (de) : La mère de Patricia

## Autour du film
- Thomas Fritsch, comédien connu pour ses blagues grivoises, fait une apparition.
- Selon kinopress, journal de l'industrie du cinéma fédéral allemand, le film a rapporté 639 000 $ en 49 jours et a réussi en Angleterre.
- Le film connaît une seconde carrière par de nombreuses diffusions sur RTL Television au début des années 1990. Par la suite, en 1999, il fait l'objet d'un remake à Hong Kong sous le nom de The Fruit is Ripe (Le fruit est mûr) qui connaîtra plusieurs suites.